# Triodontopyga vibrissata
Triodontopyga vibrissata là một loài ruồi trong họ Tachinidae.